# 森平太
森 平太（もり へいた、1924年 - 2012年3月6日）は、日本のキリスト教神学者、新教出版社社長。
高知県生まれ。本名・森岡巌。東京大学法学部卒業後、新教出版社に入社。『福音と世界』編集長、同社社長を務めた。墓所は多磨霊園。

## 著書
- 服従と抵抗への道 ボンヘッファーの生涯 新教出版社 1964 (新教新書)

## 共編著
- キリスト教の戦争責任 日本の戦前・戦中・戦後 森岡巌,笠原芳光 教文館 1974
- 罪責を担う教会の使命 雨宮栄一,森岡巌編 新教出版社 1987.11
- 日本基督教団50年史の諸問題 雨宮栄一,森岡巌編 新教出版社 1992.6 (新教コイノーニア)
- 井上良雄研究 「世のための教会」を求めて 雨宮栄一,小川圭治,森岡巌編 新教出版社 2006.6 (新教コイノーニア)

## 翻訳
- 東と西の間にある教会 カール・バルト 森岡誠一,森岡巌共訳 新教出版社 1951 (基督教論叢
- 嵐のなかの教会 ヒトラーと戦った教会の物語 O.ブルーダー 新教出版社 1960
- 著作集(バルト 井上良雄,蓮見和男,森岡巌訳 世界大思想全集 河出書房新社 1960
- ボンヘッファー選集 第5 抵抗と信従 倉松功共訳 新教出版社 1964
- キリストに従う ボンヘッファー 新教出版社 1966
- この人を見よ ボンヘッファー 新教出版社 1969
- ボンヘッファー説教全集 1(1925-1930年) 畑祐喜共訳 新教出版社 2004.1
- ボンヘッファー聖書研究 新約編 浅見一羊,大崎節郎,長谷川晴子,畑祐喜,堀光男,村上伸,森野善右衛門共訳 新教出版社 2006.10